# Inspektion Lauenstadt
Inspektion Lauenstadt ist eine Fernseh-Krimiserie der ARD, die im Jahr 1976 produziert wurde. Die Serie befasst sich mit der Aufklärung von Kriminalfällen in der bayerischen Provinz. Ausgestrahlt wurde sie in den Regionalprogrammen.

## Handlung
In der fiktiven fränkischen Provinzstadt Lauenstadt leitet der verwitwete Kriminalamtsrat Zapf die Polizeiinspektion. Gemeinsam mit seinen Mitarbeitern Jung, Kriminalmeister Seidel und Inspektor Holzmüller löst er Kriminaldelikte. Meist sind es Mordfälle oder vermeintlich Mordfälle, aber auch Diebstahl, Raub, Erpressung und Betrug.

## Hintergrund
Bewusst wurde von dem Autor der Serie Theodor Schübel ein nach seiner Meinung bis zu diesem Zeitpunkt vernachlässigtes Milieu in Szene gesetzt: die Polizeiarbeit in der Provinz. Die Dreharbeiten fanden meist im oberfränkischen Hof und weiteren Orten im Hofer Land statt, u. a. auch in Lichtenberg (Oberfranken) und Schauenstein. Die Ausstrahlung erfolgte in den regionalen Vorabendprogrammen.

## Gastdarsteller
Gastauftritte hatten unter anderen Günter Lamprecht, Marius Müller-Westernhagen, Herbert Tiede, Bernd Herzsprung, Raphael Wilczek, Jochen Busse, Andrea L’Arronge und Helmut Fischer.

## Episoden
| Folge | Titel                         | Erstausstrahlung |
| ----- | ----------------------------- | ---------------- |
| 1     | Ein Herr aus Hamburg          | 8. Juni 1976     |
| 2     | Die Teppichhändler            | 15. Juni 1976    |
| 3     | Erster Klasse nach Lauenstadt | 22. Juni 1976    |
| 4     | Pensionäre                    | 29. Juni 1976    |
| 5     | Zwei Hinterbliebene           | 6. Juli 1976     |
| 6     | Der achte Einbruch            | 13. Juli 1976    |
| 7     | Zwei Urlauber                 | 20. Juli 1976    |
| 8     | Der Tankwart                  | 27. Juli 1976    |
| 9     | Der Kompagnon                 | 3. August 1976   |
| 10    | Großfahndung                  | 10. August 1976  |
| 11    | Die Frau des Briefträgers     | 17. August 1976  |
| 12    | Bauer Schlegel                | 24. August 1976  |
| 13    | Erben                         | 31. August 1976  |